# Хлыновский кремль
Хлы́новский кремль — деревянное оборонительное сооружение города (Малого города) и ремесленного посада (Большого, Земляного города) «стольного града» Вятской земли — Вятки (ныне Киров).

## Описание

### Башни и ворота

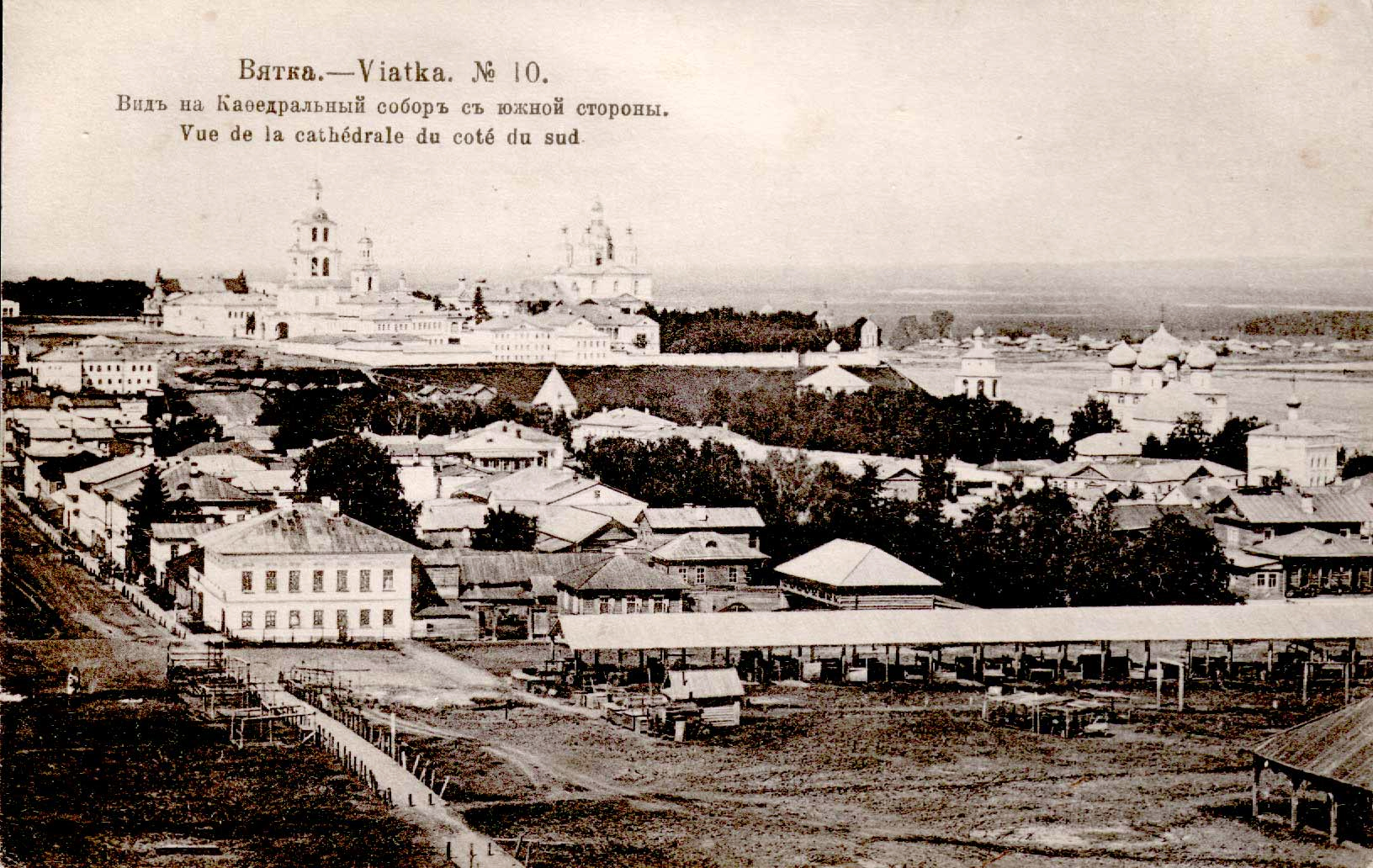
В панораме Хлыновского кремля доминировал Троицкий кафедральный собор (снесён в 1931 году)

Городская стена:
- Спасская (проездная);
- Воскресенская (проездная);
- Богоявленская (проездная);
- Никольская;
- Покровская.

Посадская стена:
- Пятницкая (проездная);
- Ильинская (проездная);
- Московская (проездная);
- Никитская (проездная);
- Успенская;
- Троеворотная (проезжая).

## История
Кремль города Хлынова был построен предположительно в середине 1450-х годов в период борьбы Вятской республики в составе галицкой коалиции северных русских городов против Москвы. С южной и восточной сторон кремль площадью примерно 4 га был прикрыт естественными преградами (обрывистый берег реки и овраг Засора), а с запада и севера — искусственным рвом. Помимо башен, крепостная стена включала в себя три вывода для пищалей и две рубленых городни. В 300 метрах от Хлыновского кремля в районе современного Александровского сада обнаружено Вятское городище XII—XV веков.

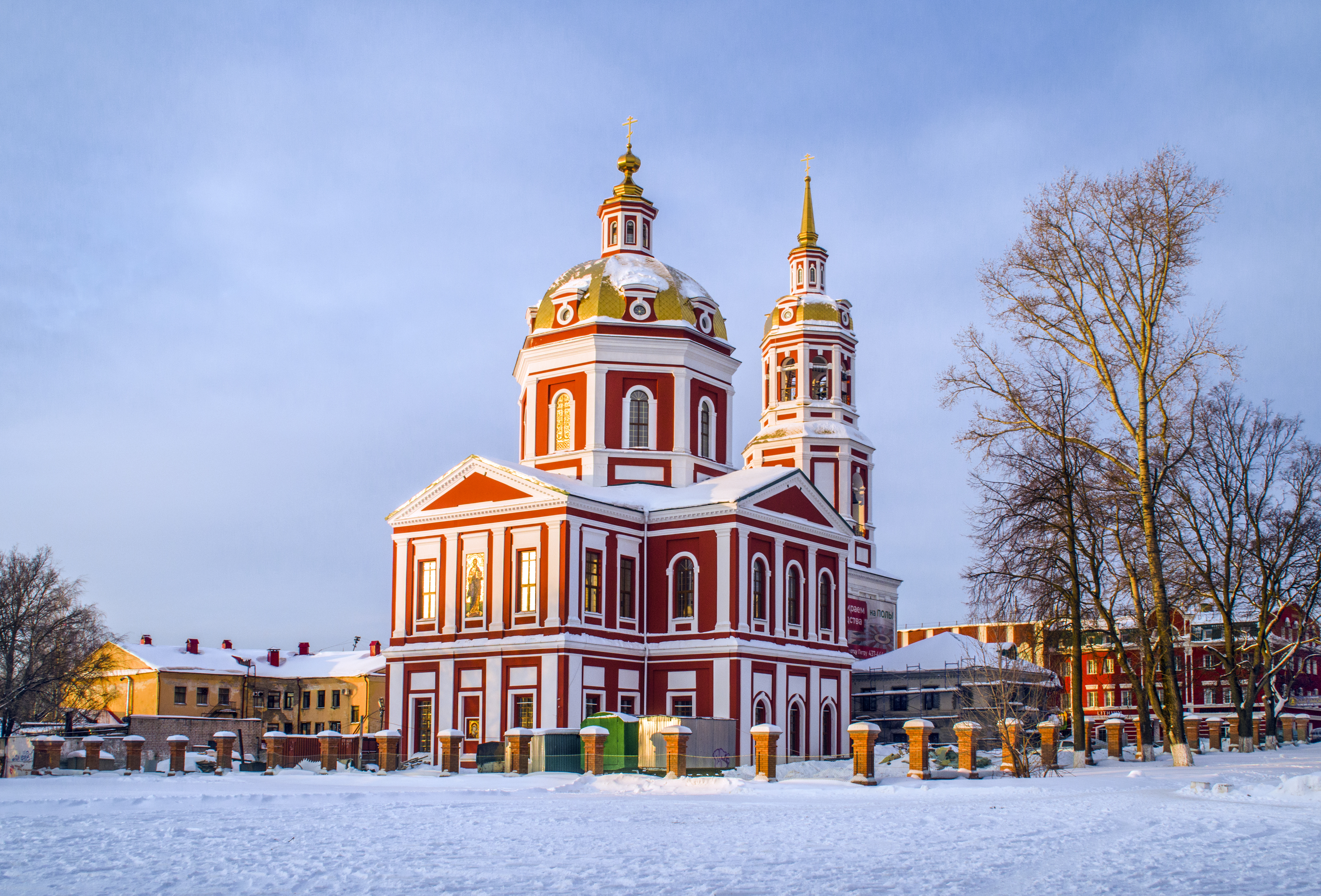
Кремлёвский Спасский собор был освящён в 1769 году

Система оборонительных сооружений Хлынова продолжала укрепляться и после присоединения к Московскому государству (1489). В XVI веке посад (достигавший современной улицы Ленина) был укреплён рвом и частоколом. В 1620-е годы вдоль северо-западной стороны кремля был основан деревянный Преображенский монастырь. В 1670-е годы новые границы посада (до современной Театральной площади) были охвачены «земляным городом». Крепостная стена посада теперь была усилена рвом, валами, выводами, городнями.
Разрушение стен кремля и посада началось после сильного пожара 1700 года. Вместо постепенно приходивших в негодность старых построек в 1721 году началось возведение каменной стены, которую достроили к началу XIX века. Высота новой кремлёвской стены была 2 сажени (4,3 метра), оборонительной функции она уже не имела и служила только в качестве сторожевой для территории архиерейского дома. Последние башни и остатки старых крепостных стен были ликвидированы в ходе перепланировки города в 1780-е годы.
В 1840-е годы большая часть стены вдоль реки и оврага Засоры была перестроена. В 1846 году три башни каменного кремля вдоль реки были перестроены по проекту архитектора Соловкина.
В XVIII—XIX веках на территории бывшего кремля разместился комплекс каменных церковных построек, в том числе Троицкий кафедральный собор, Преображенский монастырь, дом архиепископа, духовная консистория. К концу XIX века этот ансамбль был органично довершён белокаменной оградой с башенками, повторявшей контуры некогда существовавшей здесь крепостной стены.
В 1930-е годы соборы и ограда «второго кремля» были уничтожены или перестроены в жилые дома. Лишь фрагменты ограды вошли в цокольные этажи двух типовых домов по берегу Засорного оврага. В начале XXI века был восстановлен первоначальный вид собора Спаса Нерукотворного (1763—1769).

## Современное состояние и следы в топографии

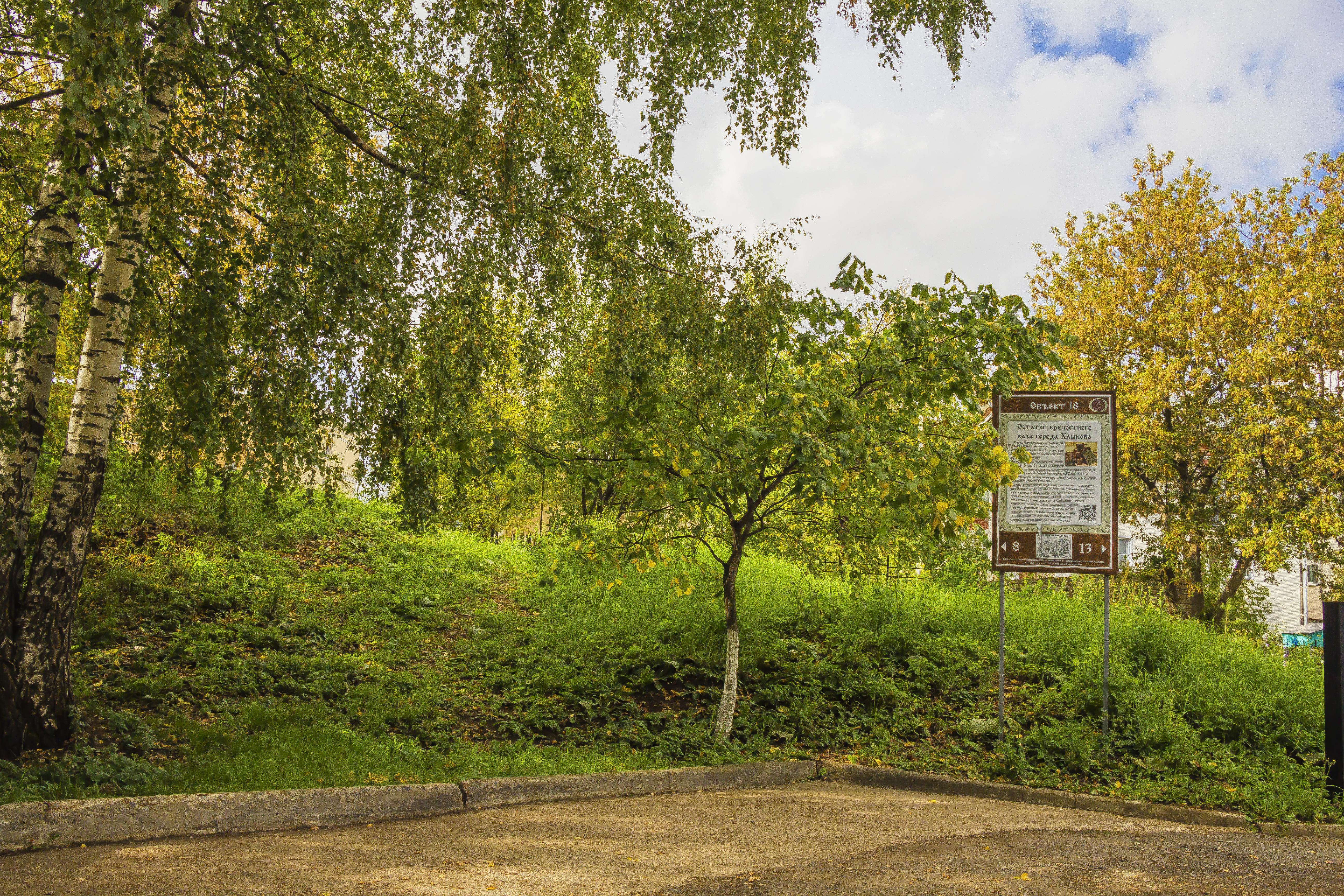
Остатки земляного вала

До настоящего времени не сохранилось ни одной башни или фрагмента стены ни Хлыновского кремля или посада, ни каменного «второго кремля». Частично сохранился посадский крепостной вал. В черте «старого города» лишь в шести местах видны его остатки:
- во дворе домов № 20 и 22 по улице Герцена, рядом с оврагом Засора;
- на территории Детского парка «Аполло», в юго-западном его углу, где находился один из выводов юго-западного участка крепостной стены посада. К юго-востоку находилась Никитская башня посада[2];
- за клубом Gaudi Hall (ранее кинотеатром «Победа»), к юго-востоку от Московской башни посада, в глубине квартала улиц Московской — Володарского — Спасской — Карла Маркса. По этому участку вала прошло строительство Кировского главпочтамта (1927)[2][3];
- в глубине квартала улиц Преображенской — Володарского — Московской — Карла Маркса в районе дома № 99а по улице Володарского, позади Вятской православной гимназии во имя преподобного Трифона Вятского (бывшей Мариинской женской гимназии). К юго-западу находилась Московская башня посада[2];
- в районе дома № 84 по улице Володарского во дворе в квартале улиц Володарского — Пятницкой — Свободы — Преображенской;
- во дворе дома № 72а по улице Володарского, рядом с детским садом № 145, в квартале улиц Володарского — Труда — Свободы — Пятницкой.

Крепостной вал собственно кремля не сохранился.